# Northern Sunrise County
Das Northern Sunrise County ist einer der 63 „municipal district“ in Alberta, Kanada. Der Verwaltungsbezirk liegt in der Region Nord-Alberta und gehört zur „Census Division 17“. Er wurde am 18. Dezember 1913 eingerichtet (incorporated als „Large Local Improvement Districts 824, 825, 826, 854, 855“) und sein Verwaltungssitz befindet sich östlich der Kleinstadt Peace River.
Der Verwaltungsbezirk ist für die kommunale Selbstverwaltung in den ländlichen Gebieten sowie den nicht rechtsfähigen Gemeinden, wie Dörfern und Weilern und ähnlichem, zuständig. Für die Verwaltung der Städte (City) und Kleinstädte (Town) in seinen Gebietsgrenzen ist er nicht zuständig.

## Lage
Der „Municipal District“ liegt im Nordwesten der kanadischen Provinz Alberta. Der Peace River bildet seine Westgrenze. Im Westen des Bezirks verläuft der Alberta Highway 88 in Nord-Süd-Richtung, während im Zentrum der Alberta Highway 986 in Ost-West-Richtung verläuft. Die südwestliche Spitze des Bezirks wird vom Alberta Highway 2 durchquert. Entlang der Highways finden sich auch die Siedlungsschwerpunkte.
|                                                        | Mackenzie County                                           |                                                  |
| County of Northern Lights                              | Kompassrose, die auf Nachbargemeinden zeigt                | Municipal District of Opportunity No. 17         |
| Municipal District of Peace No. 135 Birch Hills County | Municipal District of Smoky River No. 130 Big Lakes County | Municipal District of Lesser Slave River No. 124 |

## Bevölkerung
| Jahr | Erhebung          | Einwohner | Änderung | Fläche (km²) | Bev.-dichte (EW/km²) |
| ---- | ----------------- | --------- | -------- | ------------ | -------------------- |
| 2016 | Volkszählung 2016 | 1891      | + 5,6 %  | 21.150,97    | 0,1                  |
| 2011 | Volkszählung 2011 | 1791      | + 2,5 %  | 21.141,25    | 0,1                  |

## Gemeinden und Ortschaften
Folgende Gemeinden liegen innerhalb der Grenzen des Verwaltungsbezirks:
- Stadt (City): keine
- Kleinstadt (Town): keine
- Dorf (Village): Nampa
- Weiler (Hamlet): Calling Lake, Red Earth Creek, Sandy Lake, Wabasca

Außerdem bestehen noch weitere, noch kleinere Ansiedlungen wie beispielsweise Sommerdörfer.